# 고성민 (가수)
고성민(1998년 4월 21일 ~ )은 대한민국의 배우이자 가수이다.

## 학력
- 한림연예예술고등학교
- 동덕여자대학교 방송연예과 휴학중

## 음반 활동

### 싱글
- 《내가 모르게 (Prod. by 용준형, 김태주)》(2018년)

## 출연 작품

### 드라마
| 연도 | 방송사       | 제목                                | 역할   | 비고 |
| ---- | ------------ | ----------------------------------- | ------ | ---- |
| 2019 | 플레이리스트 | 《또 한번 엔딩》                    | 고소미 |      |
| 2021 | 웹드라마     | 《옆집 마녀 제이》                  | 오오영 |      |
| 2023 | KBS2         | KBS 드라마 스페셜 - 우리들이 있었다 | 주희연 |      |

### 텔레비전 프로그램
- 2019년 tvN 《작업실》

## 광고
- 2020년 갤럭시노트20&20울트라 - 내폰처럼 갤럭시노트20를 체험하다
- 2021년 AXA손해보험 - 운전에 첫 발을 내딛으면